# St. Simon und Juda (Crostwitz)

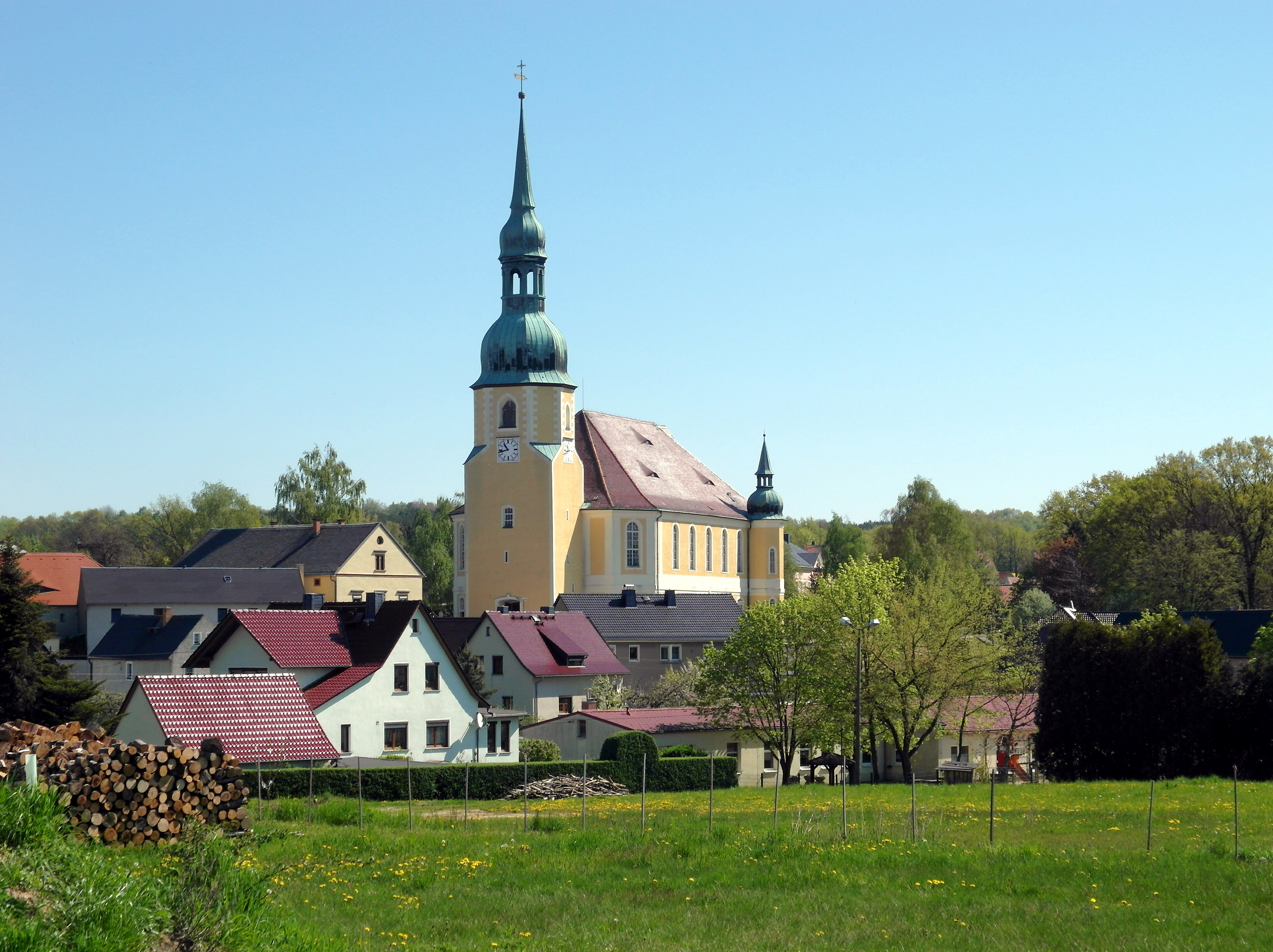
Katholische Kirche (Crostwitz)

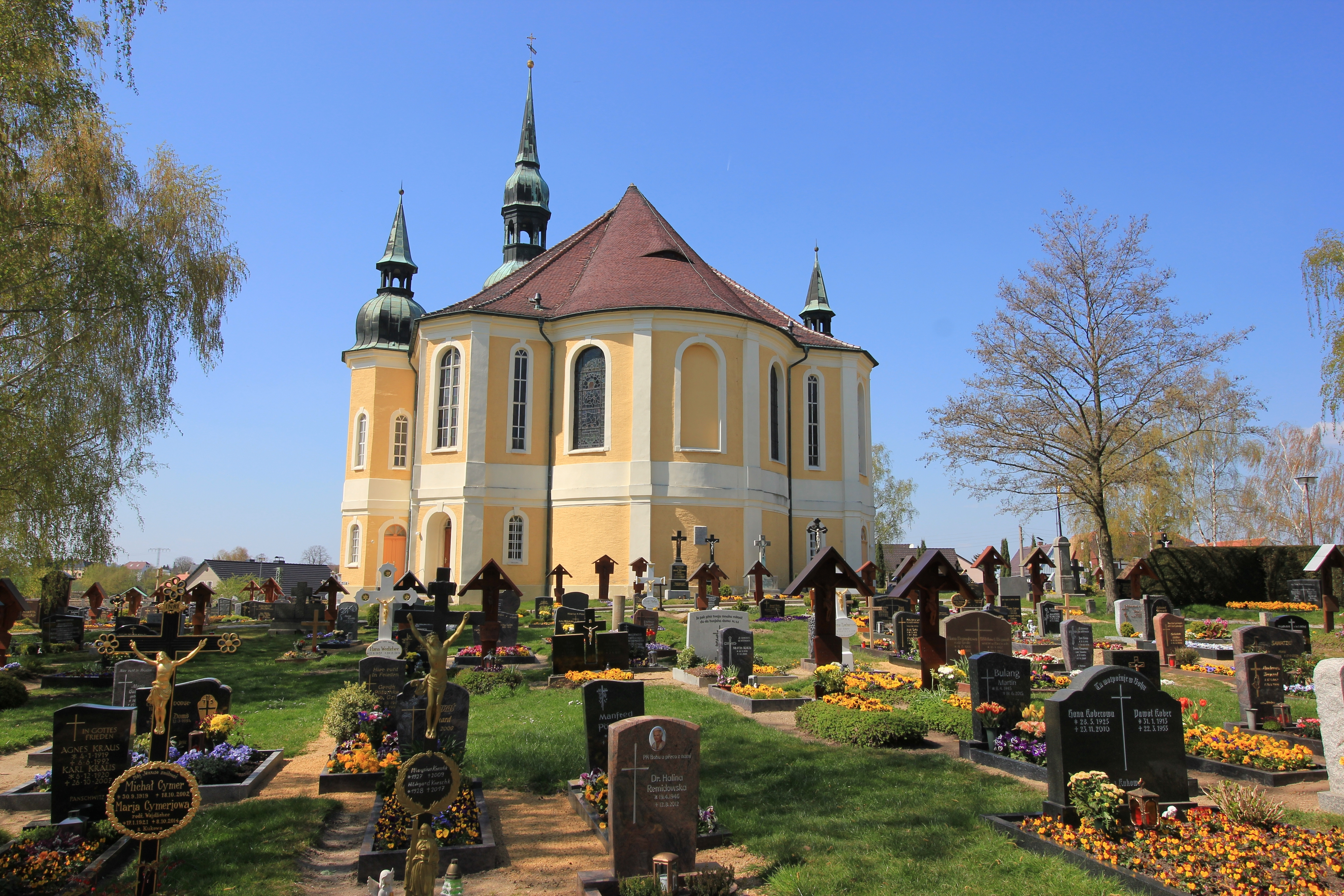
Ostansicht mit Friedhof

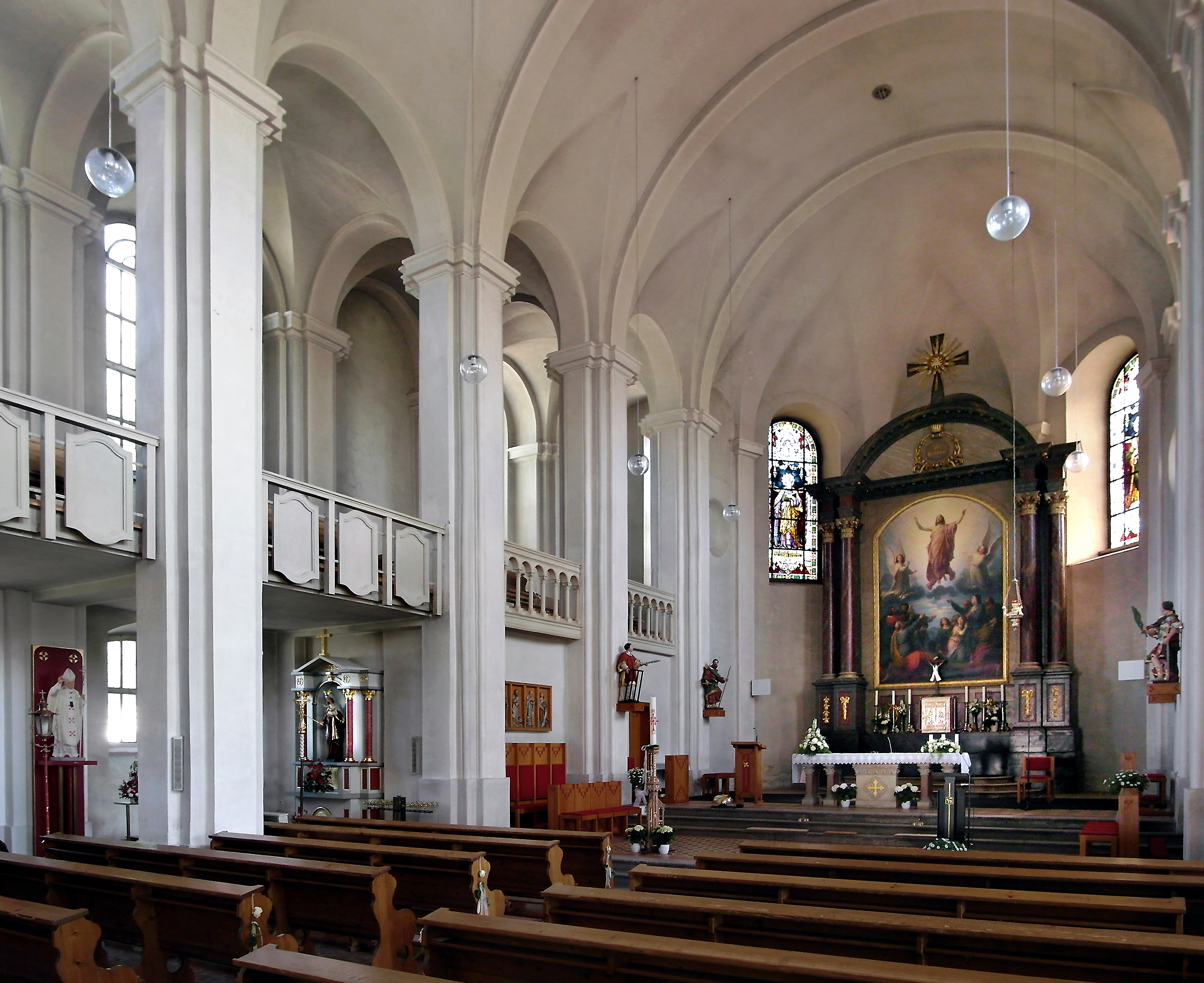
Blick zum Altar vor der Renovierung 2022/23

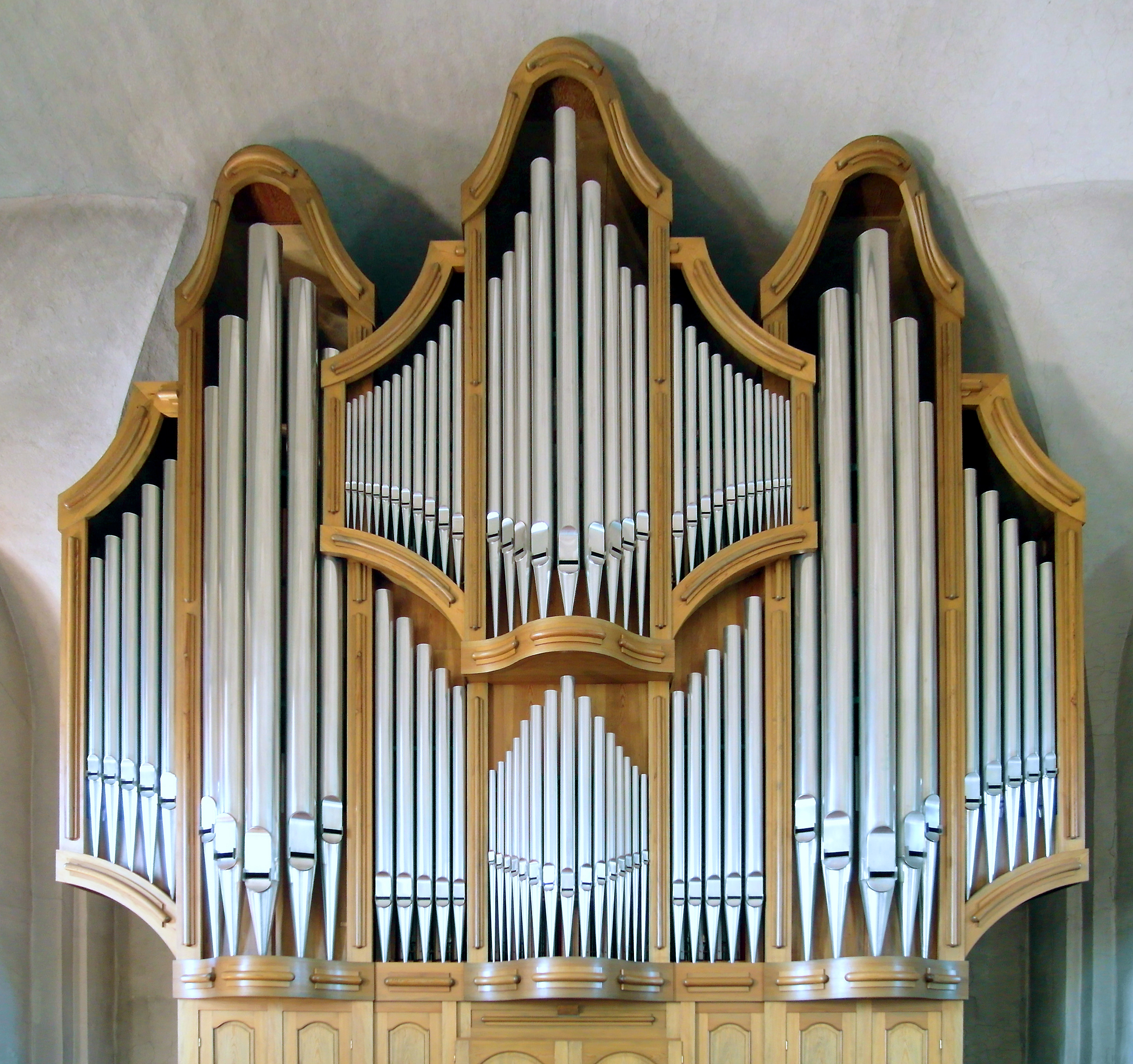
Orgel

Die römisch-katholische Kirche St. Simon und Juda (obersorbisch Swj. Symana a Judy Tadeja) ist eine barocke Hallenkirche in Crostwitz im Landkreis Bautzen in Sachsen. Sie gehört zur Kirchengemeinde St. Simon und Juda Crostwitz im Dekanat Bautzen des Bistums Dresden-Meißen.

## Geschichte und Architektur
Die große Hallenkirche wurde 1772 an exponierter Stelle oberhalb der bäuerlichen Siedlung erbaut, wobei Teile eines Vorgängerbauwerks aus dem 13. Jahrhundert wiederverwendet wurden. Im Jahr 1899 wurde der Chor erweitert und eingewölbt, im Jahr 1945 fand ein Umbau statt, Restaurierungen folgten in den Jahren 1968/69, 1988/89 und 2022/23.
Das nach dem Umbau von 1899 verlängerte und mit Treppentürmen im Chorbereich ergänzte Langhaus hat die reizvolle schlichte Rokokodekoration mit kräftigem Gurtgesims und Lisenen bewahrt; es wird unten mit Stichbogenfenstern und oben mit hohen Rundbogenfenstern mit Schlusssteinen erhellt. Das hohe Satteldach ist an den Schmalseiten abgewalmt und ist den Formen der gerundeten Ecken und des gerundeten Ostabschlusses angeglichen. Der quadratische Westturm ist in den unteren Geschossen gotischen Ursprungs. Das achteckige Glockengeschoss mit geschweifter Haube und Laterne stammt aus dem 18. Jahrhundert, ebenso das Westportal.
Der Innenraum der dreischiffigen sechsjochigen Halle wird durch das geräumige Mittelschiff bestimmt; dieses ist mit Tonnengewölbe gedeckt und mit Gurtbögen zwischen den Pfeilern, Stichkappen zu den Seitenschiffsjochen und einem Chorjoch zum halbrunden überwölbten Chorraum gestaltet. Die Seitenschiffe sind nur im oberen Teil bis in den Chorbereich verlängert; darunter sind Sakristeien angeordnet. In den Seitenschiffen sind Emporen eingebaut.

## Ausstattung
Der hölzerne Altar ist mit seitlichen Doppelsäulen gestaltet, die einen Segmentbogen tragen; das Altarbild mit der Darstellung der Auferstehung stammt ebenso wie der Aufbau von dem Spätnazarener Karl Ludwig Adolf Erhardt aus dem Jahr 1865. Vom Vorgängeraltar sind die gefassten Holzfiguren der Heiligen Simon, Judas Thaddäus, Laurentius und Pankratius erhalten, die jetzt an den Seiten des Chorraums aufgestellt sind. Das Taufbecken aus Sandstein aus dem Jahr 1845 ist in Anlehnung an Renaissanceformen gestaltet.
In den Seitenschiffen befindet sich je ein Altarflügel mit auf Holz gemalten Darstellungen der Heiligen Katharina und Barbara in der Art der Cranachschule, die ursprünglich in Altenburg (Thüringen) in der zweiten Hälfte des 16. Jahrhunderts entstanden sind. 
Die Orgel ist ein Werk von Eule Orgelbau aus dem Jahr 1990 mit 31 Registern auf zwei Manualen und Pedal, das unter Verwendung älteren Materials aus dem Jahr 1914 erbaut wurde.

## Umgebung
An den Umfassungsmauern des Friedhofes sind Granitsäulen mit Postamenten und Kapitellen von 1840 aufgestellt. Die Bildstöcke mit Kreuzwegdarstellung wurden 1932 in Steinguss erneuert.

## Kirchengemeinde
Zur überwiegend sorbischsprachigen Kirchengemeinde Pfarrei Crostwitz gehören neben dem Kirchort selbst 30 weitere überwiegend katholische Dörfer in der Umgebung. Nach der Fläche und Zahl der Katholiken ist Crostwitz die größte der sorbisch-katholischen Pfarrgemeinden. Über die Jahrhunderte bis in die Gegenwart waren die Crostwitzer Pfarrer stets Sorben.
In der Pfarrkirche wird sieben Mal in der Woche die Heilige Messe gefeiert, davon sechs Mal auf Sorbisch und einmal auf Deutsch.
Die Prozession der Crostwitzer Osterreiter führt ins benachbarte Panschwitz-Kuckau.